# جون لانغدون
جون لانغدون هو مؤرخ كندي، ولد في 24 ديسمبر 1944، وتوفي في 31 ديسمبر 2016.